# 하라마역
하라마역(스페인어: Jarama)은 마드리드 지하철 7호선의 역이다. 마드리드 지방 산페르난도데에나레스의 돌로레스 이바루리 공원 바로 옆 게르니카 광장에 위치해 있다. 역 이름은 역에서 조금 멀리 떨어져 있는 하라마 강에서 따왔다. 요금구역상으로는 B1구역에 속한다.

## 역사
2007년 5월 5일 메트로에스테 구간 개통과 함께 문을 열었다.
2014년 7월 19일부터는 에스타디오 메트로폴리타노 역에서부터 오스피탈 델 에나레스 역까지의 전 구간이 시설정비 공사로 운행을 중단하면서 잠시 시종착역이 되었다. 바리오 델 푸에르토 역에서 오스피탈 델 에나레스 역까지 6.5km 길이의 터널 구간에 방수를 적용하는 작업이 주된 이유였다. 공사는 10월 13일에 끝났다.
하지만 이후로도 역 근처의 하라마 강과 에나레스 강에서 터널 쪽으로 물이 흘러드면서 방수 공사 작업을 추가로 실시해야 했다. 2015년 11월에 시작된 이 작업은 2016년 4월에 끝났다. 그 사이 산 페르난도 역에서부터 종점인 오스피탈 델 에나레스 역까지의 모든 구간이 비슷한 이유로 공사가 진행되면서 운행을 일시 중단하였다.

## 환승 정보
역 주변에 시외버스 정류장이 한 곳 있다.
버스
- 시외버스
  - 220번 (주간)

지하철
| 마드리드 지하철               | 마드리드 지하철       | 마드리드 지하철    |
| ----------------------------- | --------------------- | ------------------ |
| 에나레스 오스피탈 델 에나레스 | 마드리드 지하철 7호선 | 산 페르난도 피티스 |